# Barwinek (Subkarpaten)
Barwinek is een dorp in de Poolse woiwodschap Subkarpaten. De plaats maakt deel uit van de gemeente Dukla en telt 230 inwoners.